# チェーチマ
チェーチマ（伊: Cecima）は、イタリア共和国ロンバルディア州パヴィーア県にある、人口約200人の基礎自治体（コムーネ）。

## 地理

### 位置・広がり

#### 隣接コムーネ
隣接するコムーネは以下の通り。括弧内のALはアレッサンドリア県所属を示す。
- ブリニャーノ＝フラスカータ (AL)
- ゴディアスコ・サリーチェ・テルメ
- グレミアスコ (AL)
- モンペローネ (AL)
- ポンテ・ニッツァ
- ポッツォール・グロッポ (AL)

### 気候分類・地震分類
気候分類では、zona E, 2937 GGに分類される。
また、イタリアの地震リスク階級 (it) では、zona 3 (sismicità bassa) に分類される
。

## 行政

### 分離集落
チェーチマには、以下の分離集落（フラツィオーネ）がある。
- Busanca, Casa Cucchi, Serra del Monte, Zanrè